# فرانسزگ آرنائو
فرانسِزگ آرنائو (کاتالونیایی: Francesc Arnau؛ ‏تلفظ در کاتالان: [fɾənˈsɛzg]؛ زادهٔ ۲۳ مهٔ ۱۹۷۵ – درگذشتهٔ ۲۲ مهٔ ۲۰۲۱) بازیکن سابق فوتبال اهل اسپانیا بود.
از باشگاه‌هایی که در آن بازی کرده بود می‌توان به باشگاه فوتبال بارسلونا، باشگاه فوتبال بارسلونا بی و باشگاه فوتبال مالاگا اشاره کرد.
وی همچنین در تیم‌های ملی فوتبال زیر ۲۱ سال اسپانیا و زیر ۲۳ سال اسپانیا بازی کرده‌است.

## مرگ
او در ۲۲ مه ۲۰۲۱ درگذشت.
- | آیکون خرد | این یک مقالهٔ خرد یک بازیکن فوتبال است. می‌توانید با گسترش آن به ویکی‌پدیا کمک کنید. |